# IKAROS
IKAROS（Interplanetary Kite-craft Accelerated by Radiation Of the Sun，可譯為依靠太陽輻射加速的星際風箏）是由日本宇宙航空研究開發機構開發的試驗性太空探測器。IKAROS於2010年5月21日以日本的 H-IIA 火箭和破曉號金星氣象衛星以及其他四個小衛星一起發射。IKAROS 是世界第一個成功在行星際空間運作的太陽帆。該太陽帆的名字由日本航太工程師森治取名自希臘神話中的人物伊卡洛斯。
2010年12月8日，IKAROS 在距離金星 80,800 公里處飛掠過，並進入延伸任務階段。

## 目的
IKAROS 是世界第一個以太陽帆為動力的探測器。將會進行以下四個關鍵技術的測試：
1. 使用和控制大面積的薄膜式太陽帆（設計圖的 3 號藍色區域）
2. 嵌入太陽帆的薄膜式太陽電池是否可啟動酬載儀器（設計圖的 4 號黑色長方形區域）
3. 量測太陽帆上輻射壓產生的加速度
4. 以可變反射率的液晶板控制航行姿勢（設計圖的 2 號橘色長方形區域）

本任務也將同時探測行星際空間，例如伽玛射线暴、太陽風和宇宙塵。
探測器上的儀器 ALADDIN（ALDN-S 和 ALDN-E）在六個月的航行期間當伽瑪射線爆的偏極化被伽瑪射線爆偏振儀（Gamma-Ray Burst Polarimeter, GAP）偵測到時，可量測塵埃密度。
如果任務成功，在 IKAROS 之後將發展寬 50 公尺太陽帆以在下一個十年探測木星和木星特洛伊。

## 設計

IKAROS 太陽帆設計圖：
1 （線上的藍色正方形）末端載重 0.5 公斤，共有 4 個
2 （橘色長方形）液晶裝置，共 80 個
3 （藍色正方形）厚 7.5 μm 的薄膜，直徑 20 公尺
4 （黑色長方形）厚 25 μm 的太陽能電池
5 （黃和藍線）繫繩
6 （藍色圓形）本體
7 （黃點）儀器

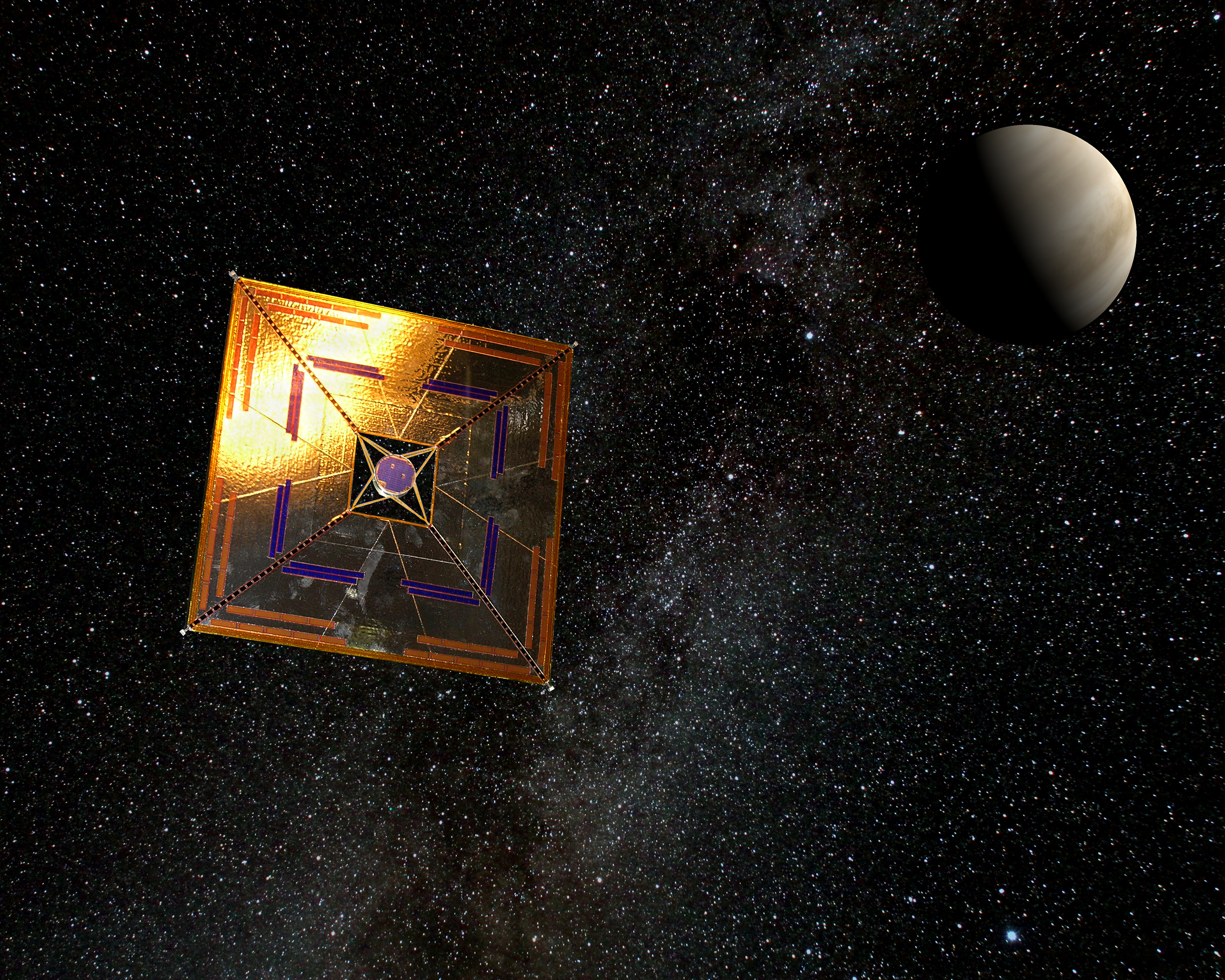
IKAROS 在太空中航行想像圖

IKAROS 是一個正方形的帆，以四個角落的 0.5 公斤末端載重（設計圖的 1 號元件）控制旋轉，帆的對角線長 20 公尺，使用厚 7.5 μm 的聚酰亚胺薄膜（設計圖的 3 號元件）。薄膜式的太陽能電池陣列則嵌在帆內（設計圖的 4 號元件）。太陽能電池由 PowerFilm, Inc. 製造。80個 LCD 板被嵌在帆內，是以其反射率進行姿勢控制（設計圖的 2 號元件）。IKAROS 的科學酬載也包含了在帆的另一面裝設的 8 個塵埃計數器。

## 任務歷程
IKAROS 於2010年5月21日於日本的種子島太空中心使用 H-IIA 火箭和破曉號金星氣象衛星一起發射成功。  
IKAROS 每分鐘旋轉 20 至 25 次，直到2010年6月11日太陽帆完全展開為止。IKAROS 包含兩個小型的彈出式的攝影機 DCAM1 和 DCAM2。DCAM2 在太陽帆部署完成後於2010年7月14日開始拍攝太陽帆。
太陽帆於2010年6月10日部署完成。
在之後六個月前往金星的航行中，加速和姿勢控制的測試成功。2010年7月9日 JAXA 確定 IKAROS 是使用太陽帆進行加速，再於7月23日宣布姿勢控制成功。
IKAROS 在航行中持續以 2 rpm 速度旋轉以提供 LCD 板控制姿勢時所需的循環時間。

## 外部連結
- IKAROS news channel
- IKAROS Project webpage
- Successful Image Shooting by the Second Separation Camera（页面存档备份，存于） - 28 June 2010 JAXA press release
- Solar Sail Navigation Technology of IKAROS（页面存档备份，存于）
- Twitter（页面存档备份，存于） （日語）
- JAXA TODAY No. 2